# Eventstratigraphie

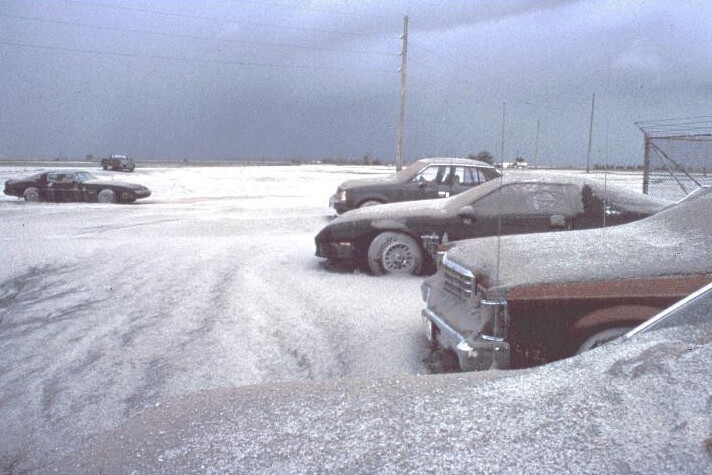
Aktuogeologische Beobachtungen erlauben Rückschlüsse auf die Vergangenheit: Beim Ausbruch des Pinatubo 1991 auf den Philippinen bedeckte ein Aschenfall eine riesige Fläche in kurzer Zeit

Die Eventstratigraphie (von engl. Event ‚Ereignis‘ und Stratigraphie ‚Schichtenkunde‘) ist eine Unterdisziplin der Stratigraphie in der Geologie und gliedert bzw. vergleicht Gesteinsabfolgen mit Hilfe von im geologischen Sinne kurzfristigen Ereignissen (so genannten Events).

## Inhalt
Thema der Eventstratigraphie sind – im geologischen Maßstab – kurzzeitige äußere Ereignisse wie Polumkehrungen, Sturmfluten, Tsunamis, Vulkanausbrüche, Impakt-Ereignisse oder Wechsel von Kalt- und Warmzeiten, die im Schichtenkörper erkennbar sind.
Entsprechungen in der Archäologie sind Brandschichten, mutmaßliche Erdbebenhorizonte oder kriegerische Zerstörungen, oder die bekannten Laven- und Aschenstrata von Pompeji und Herkulaneum.
Bedeutsam werden solche Leitschichten für die Eventstratigraphie, wenn deren Auswirkungen in mehreren stratigraphischen Profilen lokal, regional, überregional oder gar global erkennbar sind. Aufgrund der Art des Ereignisses kann die im Gesteins- oder Bodenkörper hinterlassene Spur einem zeitlichen Intervall von wenigen Stunden bis zu einigen Millionen Jahren entsprechen.

## Bedeutung
Die besondere Bedeutung liegt in der genauen zeitlichen Parallelisierung kleinster stratigraphischer Einheiten über eine große räumliche Distanz.
So bilden die in der Tephrostratigraphie untersuchten untermeerischen oder festländischen vulkanischen Aschenlagen Ablagerungen, die in einem Zeitraum von wenigen Stunden bis zu einigen Wochen sedimentiert sein können und manchmal über tausende von Kilometern identifizierbar sind. Die Genauigkeit der zeitlichen Parallelisierung solcher Lagen ist für viele Millionen Jahre zurückliegende Ereignisse mit keinem anderen Verfahren erreichbar. Im Falle des hier geschilderten Beispiels einer vulkanischen Aschenlage ist sogar unter günstigen Bedingungen durch eine radiometrische Altersbestimmung das absolute Alter bestimmbar. Ein Beispiel für einen solchen in Mittel- und Nordeuropa fast immer sicher erkennbaren Horizont sind die Aschelagen des Laacher-See-Vulkans, der vor etwa 13.000 Jahren ausbrach und dessen Asche durch den Wind bis nach Skandinavien verdriftet wurde. Mehrere solcher Ereignisse können als sichere Stützpunkte zur absoluten Datierung auch der zwischen ihnen befindlichen stratigraphischen Grenzen verwendet werden (Verfahren der „graphischen Korrelation“).